# Fundació Joan Oró
La Fundació Joan Oró (FJO) és una institució catalana creada el 1993 a Lleida amb l'objectiu de donar a conèixer l'obra i el llegat de Joan Oró (1923-2004), impulsar la divulgació científica i fomentar la recerca especialment entre el jovent.
L'any 2023 la Fundació Joan Oró promou, en col·laboració amb el Departament de Recerca i Universitats de la Generalitat de Catalunya, l'Any Oró, que commemora el naixement del cèlebre bioquímic que va sintetitzar per primera vegada l'adenina el 1959, una base nitrogenada fonamental de l'ADN i del metabolisme cel·lular en les condicions que regnaven en la Terra primitiva, i que va assessorar la NASA en l'anàlisi de les mostres lunars del programa Apollo i en els experiments que el programa Viking va efectuar a Mart.